# Natividad Domínguez Alaya
Natividad Domínguez Atalaya (Madrid, 8 de setembre de 1888 - València, 11 de gener de 1932) fou una mestra i política, també coneguda com a Natividad Domínguez de Roger. Participà en l'Assemblea Nacional Consultiva, i l'Associació per a l'Ensenyament de la Dona i estigué casada amb el polític i literari Gil Roger Vázquez.

## Biografia
La seua trajectòria vital i professional va transcórrer entre Madrid i València, i fou una de les mestres amb una major presència i influència en les primeres dècades del segle xx.
Inicià els estudis en l'Associació per a l'Ensenyament de la Dona de Madrid on aconsegueix els títols de professora de Comerç i el Superior d'Institutrius, i es matricula a l'Escola Normal Central on rep el títol de Mestra Superior Normal. Fins que aprova oposicions, treballa de professora a l'Associació. Quan obté una plaça a València, es trasllada a la capital on treballarà a les escoles de Pinedo i la Creu Coberta.
Dotada d'una gran preparació i amb vincles amb els moviments renovadors, forma part de l'agrupació valenciana de la Lliga para l'Educació Nova, i quan fou nomenada directora de la secció de xiquetes del grup escolar graduat “Cervantes”, pioner en la graduació a València, va introduir la metodologia Montessori en la secció de pàrvuls. A més a més, no trenca els vincles amb l'institucionisme i, al mateix temps que treballa en l'ensenyament públic, dona classes de literatura en la Institució per a l'Ensenyament de la Dona de València, institució de la qual arriba a ser vicerectora.
La seua tasca pedagògica no es veu reduïda a l'actuació dins de les aules. Preocupada per la dignificació del magisteri, és membre actiu de les principals associacions professionals i serà presidenta de la Federació de Mestres de Llevant (1924). A més a més té una activa participació en jornades, congressos i cursos de caràcter educatiu, entre els quals destaquen el Congrés Nacional de Pedagogia de València (1909) i el Congresillo de Pedagogia (1924) organitzat a la Universitat de València per la Federació de Mestres de Llevant.
Al mateix temps, desenvolupa una intensa tasca beneficoassistencial en concordància amb el seu ideari proper al catolicisme social, i forma part de nombroses associacions i organismes amb aquesta finalitat: fou vocal del Patronat de Reforma i Colonia de Sant Vicent, de la Junta del Rober Escolar València, membre destacada de la Creu Roja, presidenta honorària de l'Ateneu Filharmònic Obrer de València, entre d'altres.
Impulsora dels pressupostos higienistes, cal destacar la seua implicació amb el moviment escolta, ja que fou vicepresidenta valenciana de l'Alt Consell d'Exploradors d'Espanya, i vocal de la Junta valenciana de Colònies Escolars, com una de les promotores més actives d'aquesta institució circumescolar.
Més enllà de la seua activitat pedagògica i social, fou una destacada oradora, la presència de la qual era demanada en tot tipus d'actes, tant a València com al llarg de l'estat. Aquest vessant publicista el completava amb el d'escriptora, publicant articles als periòdics i revistes professionals alhora que dirigia la “Pàgina Pedagògica” de Las Provincias.
Vinculada als sectors culturals valencianistes a través del seu matrimoni amb el literat i polític Gil Roger, mantenia estretes relacions amb la societat Lo Rat Penat, on fou mantenidora de Jocs Florals. No pot dir-se, però, que treballara a favor de la normalització lingüística. Ben al contrari, fou una ferma defensora de la idea d'indisoluble pàtria espanyola proposada pel dictador Primo de Rivera qui, coneixedor de la seua influència en els sectors educatius i culturals, la nomenarà representant en l'Assemblea Nacional Consultiva, pel sector de «representació d'activitats».
Com assembleista prendrà part en alguns debats, preocupant-se per les qüestions que afectaven l'ensenyança. Va tenir una intervenció destacada en la sessió del dia 23 de maig de 1928, quan exposà i defensà davant del ple les aspiracions mínimes del Magisteri Primari espanyol i rebé la contestació del ministre Eduardo Calleja.
Finalitzada la Dictadura, la seua presència s'esvaeix i, després d'una llarga malaltia morirà a València a començaments de 1932.